# Hypnum mammillatum
Hypnum mammillatum là một loài Rêu trong họ Hypnaceae. Loài này được Loeske mô tả khoa học đầu tiên năm 1915.